# Cyanine
Cyanine (gr. cyanos, κυανός, blau) oder Cyanin-Farbstoffe ist eine Sammelbezeichnung für synthetische, organische Farbstoffe aus der Gruppe der Polymethin-Farbstoffe. Diese wurden 1922 von Walter König systematisiert. Alle Cyanine besitzen sowohl eine quartäre Ammonium-Gruppe als Elektronenakzeptor (Antiauxochrom), als auch eine tertiäre Aminogruppe als Elektronendonator (Auxochrom), die über eine Polyen-Brücke verbunden sind. Cyanine sind damit auch immer Imine (Azomethine). Beide Gruppen haben einen relativ starken bathochromen Effekt, weshalb Cyanin-Farbstoffe auch mit sehr kleinem π-Elektronensystemen bereits Licht im sichtbaren Bereich absorbieren.
Die Gruppe der Cyaninfarbstoffe umfasst die Diarylmethanfarbstoffe, die Triphenylmethanfarbstoffe und die Farbstoffe der Chinonimine.

## Struktur

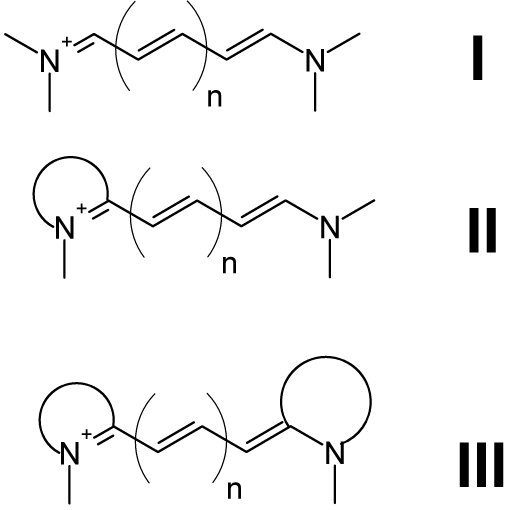
Die drei Untergruppen der Cyanine:
I = offenkettige oder Streptocyanine,
II = Hemicyanine,
III = geschlossenkettige Cyanine

Die Cyanine werden in drei Untergruppen eingeteilt:
- Die Struktur der Streptocyanine oder offenkettigen Cyanine ist

R2N+=CH[CH=CH-]nNR2 (I)
- Ist das quartäre Stickstoff-Atom Bestandteil eines heterocyclischen Ringsystems, dann wird es als Hemicyanin bezeichnet:

Aryl=N+=CH[CH=CH-]nNR2 (II)
- Ist auch das zweite Stickstoffatom Teil eines Rings, handelt es sich um ein geschlossenkettiges Cyanin:[1]

Aryl=N+=CH[CH=CH-]nN=Aryl (III)
Die Kettenglieder zwischen den beiden Stickstoffatomen liegen normalerweise in der stabileren all-trans-Form vor. Vielfach werden auch Derivate stickstoffhaltiger Heterocyclen wie Chinoline, Thiazole, Pyrrole, Imidazole oder Oxazole eingesetzt, bei denen eines oder beide Stickstoffatome Teil eines Ringsystems sind. Die heterocyclische Farbstoffverbindung kann damit entweder ein Hemicyanin (Typ II), oder ein geschlossenkettiges Cyanin (Typ III) sein.

## Herstellung
Cyanin-Farbstoffe können mit verschiedenen Verfahren hergestellt werden, unter anderem durch die Kondensation komplexer Aldehyde mit Aminen.

## Häufige Cyaninfarbstoffe
| Farbstoff | Anregungswellenlänge (nm) | Emissionswellenlänge (nm) | Molmasse in g·mol−1 | Photonenausbeute |
| --------- | ------------------------- | ------------------------- | ------------------- | ---------------- |
| Cy2       | 489                       | 506                       | 714                 | 0,12             |
| Cy3       | (512);550                 | 570;(615)                 | 767                 | 0,15             |
| Cy3B      | 558                       | 572;(620)                 | 658                 | 0,67             |
| Cy3.5     | 581                       | 594;(640)                 | 1102                | 0,15             |
| Cy5       | (625);649                 | 670                       | 792                 | 0,28             |
| Cy5.5     | 675                       | 694                       | 1128                | 0,28             |
| Cy7       | 743                       | 767                       | 818                 | 0,28             |

## Eigenschaften und Verwendung
Die meisten Cyanine sind blau gefärbt und lichtempfindlich, besitzen damit nur eine geringe Farbechtheit und eignen sich im Allgemeinen nicht zur Färbung von Textilien. Die Lichtempfindlichkeit prädestiniert sie zur Verwendung in der Photographie, wo sie zur Sensibilisierung der Fotoemulsion eingesetzt werden. Auch in organischen Farbstofflasern sowie als Medikament gegen Wurminfektionen werden Cyanine verwendet. Brookers Merocyanin wird als solvatochromer Indikator verwendet.

### CD/DVD Farbstoff
Cyanine wurden zur Herstellung der ersten CD-Rs benutzt und sind teilweise immer noch (etwa von Taiyo Yuden) im Gebrauch, wie im Orange Book spezifiziert. Da Cyanin chemisch instabil ist, wurden verschiedene Mischungen (metallstabilisiertes Cyanin von TDK, Super Cyanine von Taiyo Yuden) entwickelt, die haltbarkeitsmäßig den Azo- und Phthalocyanin-Medien ebenbürtig sind. Cyaninfarbstoffe für CD-R sind von Taiyo Yuden patentiert. Cyanine gehören ebenso wie Azofarbstoffe zu den Langstrategie-Farbstoffen. Für Cyanine sind bei CD-R die Typnummern 0 bis 4 reserviert. Heutige DVD-R-Medien benutzen Mischungen aus Cyaninen und Azofarbstoffen.

### Biochemie
Proteine können nach einer SDS-PAGE unter anderem mit dem Triarylmethanfarbstoff Coomassie-Brillant-Blau oder den Merocyaninen Fast Green FCF, SYPRO Orange oder SYPRO Red angefärbt werden. Der asymmetrische Cyanin-Farbstoff SYBR Green I wird zum Nachweis von doppelsträngiger DNA benutzt. Die Triarylmethanfarbstoffe Fuchsin und Parafuchsin werden zur Färbung in der Histologie verwendet. Verschiedene Cyanine können zur Molekülmarkierung verwendet werden, z. B. Cy5-Succinimidylester.